# شیارزیان
شیارزیان (نام علمی: Loukozoa) نام یک شاخه از  برون‌کافتگان است.